# Gnaphosa rasnitsyni
Gnaphosa rasnitsyni – gatunek pająka z rodziny worczakowatych. Endemit Mongolii.

## Taksonomia
Gatunek ten opisany został po raz pierwszy w 1993 roku przez Jurija Marusika na łamach „Arthropoda Selecta”. Jako lokalizację typową wskazano Bachar na północ od Cecen-Ula w ajmaku bajanchongorskim w Mongolii. Epitet gatunkowy nadano na cześć Aleksandra Rasnicyna, który odłowił holotyp. W 2013 roku opisany został przez Jurija Marusika, Aleksandra Fomiczewa i Michaiła Omełkę pod nazwą Gnaphosa ustyuzhanini; jako miejsce typowe wskazano pasmo Arszantyn nuuru w ajmaku kobdoskim, a epitet gatunkowy nadano na cześć lepidopterologa Petra Ustjużanina. W 2017 roku został on przez Marusika i Fomiczewa zsynonimizowany z G. rasnitsyni.
G. rasnitsyni tworzy grupę spokrewnionych gatunków z G. esyunini, G. khovdensis i G. serzonshteini.

## Morfologia
Samica osiąga od 13,5 do 17,5 mm długości ciała przy karapaksie długości od 6,7 do 7 mm i szerokości od 4,8 do 5 mm, a samiec 9 mm długości ciała przy karapaksie długości 5 mm i szerokości 3,7 mm. Ubarwienie karapaksu jest jasnobrązowe u samicy, a brązowe u samca. Przynajmniej u samca szczękoczułki są ciemnobrązowe, warga dolna, szczęki i sternum brązowe, a odnóża jasnobrązowe. U samicy opistosoma (odwłok) jest szarobrązowa, a u samca szara. Genitalia samicy odznaczają się sercowatym dołkiem płytki płciowej, zaokrąglonymi jej bocznymi krawędziami i tak długą jak szeroką kieszonką jej trzonka oraz wulwą o poziomo rozciągniętych zbiornikach nasiennych i ku przodowi przesuniętych przewodach zapłodnieniowych. Nogogłaszczki samca mają apofizę goleni krótszą niż połowa jej długości, lekko zakrzywioną, w odsiebnej połowie trójkątną z ostrym zakończeniem, apofyzę medialną dużą i w górnej części spłaszczoną oraz embolus o piłkowanej przednio-bocznej części błoniastej, bardzo drobnym ząbku u podstawy i pozbawiony dużego, skierowanego przednio-bocznie kolca.

## Ekologia i występowanie
Pająk ten zasiedla górskie stepy o kamienistym podłożu. Znajdywany jest głównie pod kamieniami na rzędnych od 1560 do 2600 m n.p.m.
Gatunek palearktyczny, endemiczny dla Mongolii, znany z ajmaków bajanchongorskiego, kobdoskiego i centralnego.